# 핵산 이중 나선

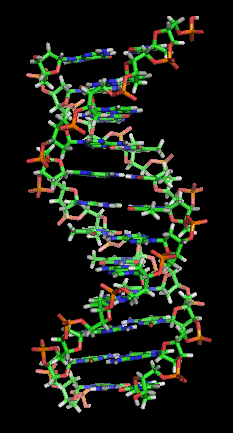
핵산 분자의 두 상보적인 영역은 결합하여 염기쌍으로 함께 고정되는 이중 나선 구조를 형성한다.

핵산 이중 나선(核酸二重螺旋, 영어: nucleic acid double helix) 또는 이중 나선(二重螺旋, 영어: double helix)이라는 용어는 분자생물학에서 DNA와 같은 핵산의 이중 가닥 분자에 의해 형성되는 구조를 지칭한다. 핵산 복합체의 이중 나선 구조는 2차 구조의 결과로 발생하며 3차 구조를 결정하는 기본적인 구성 요소이다. 이 용어는 1968년에 제임스 왓슨이 저술한 〈이중 나선: DNA 구조 발견에 대한 개인적인 설명〉(The Double Helix: A Personal Account of the Discovery of the Structure of DNA)의 출판과 함께 대중화되었다.

## 같이 보기
- 이중 나선
- 핵산의 2차 구조
- 핵산의 3차 구조
- 염기쌍